# Hexatoma (Eriocera) longipennis
Hexatoma (Eriocera) longipennis is een tweevleugelige uit de familie steltmuggen (Limoniidae). De soort komt voor in het Neotropisch gebied.